# Liste der Nummer-eins-R&B-Alben in den USA (1974)
Dies ist eine Liste der Nummer-eins-Alben in den von Billboard ermittelten Verkaufscharts für R&B-Alben in den USA im Jahr 1974. In diesem Jahr gab es neunzehn Nummer-eins-Alben.
| ← 1973 ← | Liste der Nummer-eins-R&B-Alben in den USA | Liste der Nummer-eins-R&B-Alben in den USA | Liste der Nummer-eins-R&B-Alben in den USA | 1975 →                    |
| \| Zeitraum \| Wo. ges. \| Interpret \| Titel \| Zusätzliche Informationen \| \| (Zeitraum, Wochen auf Platz eins, Interpret, Titel, zusätzliche Informationen) \| \| \| \| \| \| ------------------------------------------------------------------------------ \| -------- \| ------------------------ \| -------------------------------- \| ------------------------- \| \| 29. Dezember 1973 – 1. Februar 1974 5 Wochen (insgesamt 7) \| 7 \| Gladys Knight & the Pips \| Imagination[1] \| - \| \| 2. Februar 1974 – 15. Februar 1974 2 Wochen (insgesamt 2) \| 2 \| Barry White \| Stone Gon’[2] \| - \| \| 16. Februar 1974 – 22. Februar 1974 1 Woche (insgesamt 1) \| 1 \| The O’Jays \| Ship Ahoy[3] \| - \| \| 23. Februar 1974 – 1. März 1974 1 Woche (insgesamt 1) \| 1 \| Al Green \| Livin’ for You[4] \| - \| \| 2. März 1974 – 15. März 1974 2 Wochen (insgesamt 3) \| 3 \| The O’Jays \| Ship Ahoy \| - \| \| 16. März 1974 – 26. April 1974 6 Wochen (insgesamt 6) \| 6 \| MFSB \| Love Is the Message[5] \| - \| \| 27. April 1974 – 3. Mai 1974 1 Woche (insgesamt 1) \| 1 \| Eddie Kendricks \| Boogie Down[6] \| - \| \| 4. Mai 1974 – 17. Mai 1974 2 Wochen (insgesamt 2) \| 2 \| James Brown \| The Payback[7] \| - \| \| 18. Mai 1974 – 24. Mai 1974 1 Woche (insgesamt 1) \| 1 \| Aretha Franklin \| Let Me in Your Life[8] \| - \| \| 25. Mai 1974 – 31. Mai 1974 1 Woche (insgesamt 1) \| 1 \| Earth, Wind and Fire \| Open Our Eyes[9] \| - \| \| 1. Juni 1974 – 7. Juni 1974 1 Woche (insgesamt 1) \| 1 \| The Spinners \| Mighty Love[10] \| - \| \| 8. Juni 1974 – 21. Juni 1974 2 Wochen (insgesamt 5) \| 5 \| The O’Jays \| Ship Ahoy \| - \| \| 22. Juni 1974 – 5. Juli 1974 2 Wochen (insgesamt 2) \| 2 \| War \| War Live[11] \| - \| \| 6. Juli 1974 – 12. Juli 1974 1 Woche (insgesamt 1) \| 1 \| Quincy Jones \| Body Heat[12] \| - \| \| 13. Juli 1974 – 19. Juli 1974 1 Woche (insgesamt 1) \| 1 \| Gladys Knight & the Pips \| Claudine[13] \| - \| \| 20. Juli 1974 – 30. August 1974 6 Wochen (insgesamt 6) \| 6 \| Ohio Players \| Skin Tight[14] \| - \| \| 31. August 1974 – 6. September 1974 1 Woche (insgesamt 1) \| 1 \| Marvin Gaye \| Marvin Gaye Live![15] \| - \| \| 7. September 1974 – 4. Oktober 1974 4 Wochen (insgesamt 4) \| 4 \| Richard Pryor \| That Nigger’s Crazy[16] \| - \| \| 5. Oktober 1974 – 8. November 1974 5 Wochen (insgesamt 5) \| 5 \| Stevie Wonder \| Fulfillingness’ First Finale[17] \| - \| \| 9. November 1974 – 15. November 1974 1 Woche (insgesamt 2) \| 2 \| Marvin Gaye \| Marvin Gaye Live! \| - \| \| 16. November 1974 – 22. November 1974 1 Woche (insgesamt 1) \| 1 \| The Isley Brothers \| Live It Up[18] \| - \| \| 23. November 1974 – 6. Dezember 1974 2 Wochen (insgesamt 2) \| 2 \| Barry White \| Can’t Get Enough[19] \| - \| \| 7. Dezember 1974 – 27. Dezember 1974 3 Wochen (insgesamt 5) \| 5 \| Stevie Wonder \| Fulfillingness’ First Finale \| - \| |                                            |                                            |                                            |                           |
| ← 1973 |                                            |                                            |                                            | → 1975 →                  |
| Zeitraum | Wo. ges.                                   | Interpret                                  | Titel                                      | Zusätzliche Informationen |
| (Zeitraum, Wochen auf Platz eins, Interpret, Titel, zusätzliche Informationen) |                                            |                                            |                                            |                           |
| 29. Dezember 1973 – 1. Februar 1974 5 Wochen (insgesamt 7) | 7                                          | Gladys Knight & the Pips                   | Imagination                                | -                         |
| 2. Februar 1974 – 15. Februar 1974 2 Wochen (insgesamt 2) | 2                                          | Barry White                                | Stone Gon’                                 | -                         |
| 16. Februar 1974 – 22. Februar 1974 1 Woche (insgesamt 1) | 1                                          | The O’Jays                                 | Ship Ahoy                                  | -                         |
| 23. Februar 1974 – 1. März 1974 1 Woche (insgesamt 1) | 1                                          | Al Green                                   | Livin’ for You                             | -                         |
| 2. März 1974 – 15. März 1974 2 Wochen (insgesamt 3) | 3                                          | The O’Jays                                 | Ship Ahoy                                  | -                         |
| 16. März 1974 – 26. April 1974 6 Wochen (insgesamt 6) | 6                                          | MFSB                                       | Love Is the Message                        | -                         |
| 27. April 1974 – 3. Mai 1974 1 Woche (insgesamt 1) | 1                                          | Eddie Kendricks                            | Boogie Down                                | -                         |
| 4. Mai 1974 – 17. Mai 1974 2 Wochen (insgesamt 2) | 2                                          | James Brown                                | The Payback                                | -                         |
| 18. Mai 1974 – 24. Mai 1974 1 Woche (insgesamt 1) | 1                                          | Aretha Franklin                            | Let Me in Your Life                        | -                         |
| 25. Mai 1974 – 31. Mai 1974 1 Woche (insgesamt 1) | 1                                          | Earth, Wind and Fire                       | Open Our Eyes                              | -                         |
| 1. Juni 1974 – 7. Juni 1974 1 Woche (insgesamt 1) | 1                                          | The Spinners                               | Mighty Love                                | -                         |
| 8. Juni 1974 – 21. Juni 1974 2 Wochen (insgesamt 5) | 5                                          | The O’Jays                                 | Ship Ahoy                                  | -                         |
| 22. Juni 1974 – 5. Juli 1974 2 Wochen (insgesamt 2) | 2                                          | War                                        | War Live                                   | -                         |
| 6. Juli 1974 – 12. Juli 1974 1 Woche (insgesamt 1) | 1                                          | Quincy Jones                               | Body Heat                                  | -                         |
| 13. Juli 1974 – 19. Juli 1974 1 Woche (insgesamt 1) | 1                                          | Gladys Knight & the Pips                   | Claudine                                   | -                         |
| 20. Juli 1974 – 30. August 1974 6 Wochen (insgesamt 6) | 6                                          | Ohio Players                               | Skin Tight                                 | -                         |
| 31. August 1974 – 6. September 1974 1 Woche (insgesamt 1) | 1                                          | Marvin Gaye                                | Marvin Gaye Live!                          | -                         |
| 7. September 1974 – 4. Oktober 1974 4 Wochen (insgesamt 4) | 4                                          | Richard Pryor                              | That Nigger’s Crazy                        | -                         |
| 5. Oktober 1974 – 8. November 1974 5 Wochen (insgesamt 5) | 5                                          | Stevie Wonder                              | Fulfillingness’ First Finale               | -                         |
| 9. November 1974 – 15. November 1974 1 Woche (insgesamt 2) | 2                                          | Marvin Gaye                                | Marvin Gaye Live!                          | -                         |
| 16. November 1974 – 22. November 1974 1 Woche (insgesamt 1) | 1                                          | The Isley Brothers                         | Live It Up                                 | -                         |
| 23. November 1974 – 6. Dezember 1974 2 Wochen (insgesamt 2) | 2                                          | Barry White                                | Can’t Get Enough                           | -                         |
| 7. Dezember 1974 – 27. Dezember 1974 3 Wochen (insgesamt 5) | 5                                          | Stevie Wonder                              | Fulfillingness’ First Finale               | -                         |